# Epirus (provincie)

Provincie Epirus okolo roku 125

Epirus, latinsky Epiri, řecky Ἠπείρου, byla provincie Římské říše. Vznikla na počátku 2. století, byla převzata i navazující Byzantskou říší a zanikla někdy v 7. století. Rozkládala se v historické zemi Epirus, na území dnešních států Řecko a Albánie. Součástí byly i severnější Jónské ostrovy (Korfu, Lefkada, Ithaka, Kefalonia, Zakynthos). Hlavním městem bylo Nikopolis. Důležitými městy byly i Dodóna, Foiníké, Anchiasmos (dnešní albánská Saranda), Butrint nebo Dyrrachium (Drač). Provincie velmi těžila z výstavby Via Egnatia. Stala se hlavním vývozcem dobytka a dostihových koní pro závody vozatajů na Apeninský poloostrov.
Řím oblast dobyl již roku 167 př. n. l. po třetí makedonské války a učinil ji nejprve součástí své provincie Makedonie. Roku 27 př. n. l. císař Augustus Epirus a Achaiu z provincie vyčlenil, aby vytvořily spolu provincii Achaia. Císař Traianus se později rozhodl z Epiru udělat samostatnou provincii, stalo se tak někdy mezi lety 103 and 114. Během správní reorganizace císaře Diokleciána (mezi 284–305) byla západní část provincie Makedonie podél pobřeží Jaderského moře vyčleněna do samostatné provincie nazvané Nový Epirus (Epirus Nova). Zbytek Epiru se nazýval Starým Epirem (Epirus Vetus). Podle Jordanese byly epirské provincie přepadeny roku 380 Vizigóty. Ti zůstali v Epiru několik let, až do roku 401 a znovu zde působili v letech 406–407, to když jejich vůdce Alarich I. uzavřel spojenectví se západořímským generalissimem Stilichem a bojoval spolu s ním s Východořímany. Od roku 467 se Jónské ostrovy a pobřeží Epiru staly terčem nájezdů Vandalů, kteří ovládli severoafrické provincie a založili své vlastní království s centrem v Kartágu. Vandalové se v roce 474 zmocnili Nikopole a vyplenili Zakynthos. Zabili mnoho jeho obyvatel a mnoho jich odvlekli do otroctví. Provincie Epirus Nova se stala po roce 479 bojištěm války mezi Ostrogóty a Byzantinci. Také Gótové do Epiru vpadli, jejich pokus dobýt Drač Byzantinci zhatili. V roce 517 přišel další vpád, tentokrát Getů. Na konci 6. století se Epirus dostal pod kontrolu Avarů a jejich slovanských spojenců. Byzantinci však postupně obnovovali kontrolu. Asi v polovině 8. století vznikla na části území Epira Veta thema Kefalenie, na zbylém území v 9. století thema Nikopolis. Krátce na to zanikla i provincie Epirus Nova, když Byzanc na jejím území založila themu Dyrrhachium.